# Kinabalu-Hörnchen
Das Kinabalu-Hörnchen (Callosciurus baluensis) ist eine Hörnchenart aus der Gattung der Echten Schönhörnchen (Callosciurus). Sie kommt im Norden der Insel Borneo vor.

## Merkmale
Das Kinabalu-Hörnchen erreicht eine Kopf-Rumpf-Länge von 23 bis 25 Zentimetern und ein Gewicht von etwa 370 Gramm. Der Schwanz erreicht eine Länge von etwa 24 bis 25 Zentimetern und ist damit etwa ebenso lang wie der Restkörper. Das Rückenfell der Tiere ist schwarzgrau gefärbt. Die Unterseite ist matt dunkelrot mit einer dunklen schwarzen Linie in der Mitte. Die Bauch- und die Rückenseite sind durch kurze, helle Seitenlinien voneinander abgegrenzt. Auf dem Gesicht und den Beinen befinden sich rötliche Einfärbungen im ansonsten grauen Fell.

## Verbreitung
Das Kinabalu-Hörnchen kommt im Norden der Insel Borneo in den malaiischen Bundesstaaten Sabah und Sarawak sowie dem Grenzgebiet des indonesischen Teils Kalimantan vor.

## Lebensweise
Über die Lebensweise des Kinabalu-Hörnchens liegen nur sehr wenige Daten und Beobachtungen vor. Als Lebensraum nutzt es vor allem die Eichen- und Nebelwälder des Hochlandes zwischen 300 und 1800 Metern Höhe. Die Art ist wie alle anderen Arten der Gattung primär baumlebend (arboricol), kommt jedoch selten auch auf den Boden. Sie ernährt sich wahrscheinlich ebenfalls vor allem von Pflanzen, seltener auch von Insekten.

## Systematik
Das Kinabalu-Hörnchen wird als eigenständige Art innerhalb der Gattung der Echten Schönhörnchen (Callosciurus) eingeordnet, die aus 15 Arten besteht. Die wissenschaftliche Erstbeschreibung stammt von J. Lewis Bonhote aus dem Jahr 1901, der die Art vom Mount Kinabalu in der malaiischen Provinz Sabah beschrieb.
Innerhalb der Art werden neben der Nominatform keine weiteren Unterarten unterschieden. Nach anderen Autoren wird C. baulensis baramensis in Sabah mit einem leicht gesprenkelten Fell als Unterart von der Nominatform abgetrennt.

## Status, Bedrohung und Schutz
Das Kinabalu-Hörnchen wird von der International Union for Conservation of Nature and Natural Resources (IUCN) aufgrund des vergleichsweise großen Verbreitungsgebietes, seines Vorkommens in Schutzgebieten und aufgrund der wahrscheinlich relativ stabilen Bestände als nicht gefährdet (Least Concern) eingeordnet. Konkrete Risiken für die Bestände sind nicht bekannt.

## Belege
1. 1 2 3 4 5 6  Richard W. Thorington Jr., John L. Koprowski, Michael A. Steele: Squirrels of the World. Johns Hopkins University Press, Baltimore MD 2012; S. S. 135. ISBN 978-1-4214-0469-1
2. 1 2 3  Callosciurus baluensis In: Don E. Wilson, DeeAnn M. Reeder (Hrsg.): Mammal Species of the World. A taxonomic and geographic Reference. 2 Bände. 3. Auflage. Johns Hopkins University Press, Baltimore MD 2005, ISBN 0-8018-8221-4.
3. 1 2  Callosciurus baluensis in der Roten Liste gefährdeter Arten der IUCN 2014.2. Eingestellt von: J.W. Duckworth, E. Meijaard, M. Gumal, 2008. Abgerufen am 25. Oktober 2014.